# خورخورا السفلى
قرية خورخورا السفلى (بالكردية: خوڕخوڕەی خواروو)‏ هي إحدى قرى ناحية ميدان في قضاء خانقين ضمن الحدود الإدارية لمحافظة السليمانية لأنها ضمن مناطق إدارة كرميان في إقليم كردستان العراق.